# Cities of the Isles
La partnership Cities of the Isles (COTI, "Città delle Isole") è un accordo fra i Consigli di città di sei importanti centri britannici ed irlandesi (Dublino, Belfast, Cardiff, Edimburgo, Glasgow e Liverpool), congiuntisi per condividere le esperienze di riqualificazione urbana e per sviluppare congiuntamente progetti e risposte a temi d'importanza strategica.
La piccola rete del COTI si è sviluppata a partire dal gemellaggio fra Liverpool e Dublino: le due città infatti nutrivano il desiderio di considerare insieme i temi di comune interesse anche nell'area della riqualificazione delle proprie aree metropolitane. L'interesse che Belfast mostrò al progetto la portò ad associarsi ad esse nel 1997, seguita poco dopo, nel 1999, anche da Glasgow.
Nel 2000 l'associazione si estese poi per includere anche le città di Edimburgo e di Cardiff: ciò avvenne sulla base del precedente Multi-Party Good Friday Agreement ("Accordo multilaterale del venerdì santo") che costituì il Consiglio irlandese-britannico, nell'aprile del 1998, considerando anche il fatto che queste città sono sede rispettivamente del Parlamento scozzese e dell'Assemblea del Galles.
Le disposizioni informali di associazione sviluppatesi così fra le sei città britanniche ed irlandesi vennero dunque formalizzate al Congresso di Liverpool il 30 novembre 2000, con la firma della costituzione scritta della partnership.
Tutte le sei città condividono simili sfide, ma anche simili opportunità per la riqualificazione: la partnership COTI dà loro dunque l'occasione di esaminare i temi d'importanza comune, nonché di sviluppare aree di lavoro congiunto, contando su una sempre più importante influenza dell'organizzazione in Europa.
Cardiff ha ospitato nel 2006 il congresso del COTI sul tema delle "economie creative".